# Jakalope
Jakalope är ett kanadensiskt industrial-"supergrupp" (alla medlemmar är kända från olika sammanhang sedan tidigare). De har tagit namnet efter ett påhittat djur, även om djurets namn vanligtvis stavas jackalope. Djuret det föreställer är en blandning mellan hare (jackrabbit) och antilop.
Bandet bildades 2003 av den kända kanadensiska industrial musikern Dave Ogilvie. Kärnan i bandet består av Anthony Valcic, Katie B, Don Harrison, Don Binns och Don Short. (Harrison, Binns och Short, smeknamn "The Three Dons", är alla före detta medlemmar i bandet Sons of Freedom.)
Bandet samarbetar dessutom med ett antal gästmedverkande, bland annat Trent Reznor, Kat Bjelland och medlemmar av bandet Sloan, Monster Magnet och Malhavoc.
Deras debutalbum It Dreams släpptes 2004 i USA, men släpptes för försäljning i Sverige först i juni 2005, och innehåller bland annat hitsingeln "Pretty Life".

## Diskografi
Studioalbum
- 2004 - It Dreams
- 2006 - Born 4
- 2012 - Things That Go Jump In the Night

Singlar
- 2004 - Pretty Life
- 2005 - Feel It
- 2005 - Go Away
- 2006 - Upside Down (And I Fall)
- 2006 - Digging Deep
- 2010 - Witness